# ISO 3166-2:CG
ISO 3166-2:CG és el subconjunt per a la República del Congo (simplement anomenat "Congo") de l'estàndard ISO 3166-2, publicat per l'Organització Internacional per Estandardització (ISO) que defineix els codis de les principals subdivisions administratives.
Actualment per a la República del Congo l'estàndard ISO 3166-2 està format per 12 departaments. Totes les subdivisions van canviar la seva denominació a "departaments" l'any 2002.
Cada codi es compon de dues parts, separades per un guió. La primera part és CG, el codi ISO 3166-1 alfa-2 per a la República del Congo. La segona part són dues o tres lletres.
- Tres lletres: Departament de Brazzaville
- Un número: Resta de departaments

## Codis actuals
Els noms de les subdivisions estan llistades segons l'ISO 3166-2 publicat per la "ISO 3166 Maintenance Agency" (ISO 3166/MA).
| Codi   | Nom de la subdivisió (fr) | Tipus de subdivisió |
| ------ | ------------------------- | ------------------- |
| CG-BZV | Brazzaville               | Departament         |
| CG-11  | Bouenza                   | Departament         |
| CG-8   | Cuvette                   | Departament         |
| CG-15  | Cuvette-Ouest             | Departament         |
| CG-5   | Kouilou                   | Departament         |
| CG-2   | Lékoumou                  | Departament         |
| CG-7   | Likouala                  | Departament         |
| CG-9   | Niari                     | Departament         |
| CG-14  | Plateaux                  | Departament         |
| CG-16  | Pointe-Noire              | Departament         |
| CG-12  | Pool                      | Departament         |
| CG-13  | Sangha                    | Departament         |